# Józef Piasecki (menedżer)
Józef Piasecki - urodzony 8 kwietnia 1920 roku w Głowina pow. Lipno. Dyrektor stoczni „Ustka” w latach 1952-1954.

## Życiorys
Pracę w Stoczni rozpoczął w styczniu 1946 jako konstruktor. Od września 1947 do grudnia 1951, pełnił funkcje Szefa Produkcji i Kierownika Technicznego Stoczni. Z dniem 1 stycznia 1952 r. powołany na  Dyrektora Stoczni, na tym stanowisku pracował do lutego 1954. Jako dyrektor stoczni, stworzył nowoczesny system  organizacyjny i produkcyjny w Stoczni. Za jego kadencji została oddana do użytku nowa hala przeznaczona na warsztaty mechaniczne. Ze wszystkich wykonanych inwestycji do 1952, jedynie ta hala była obiektem o charakterze przemysłowym, odpowiadającym potrzebom produkcyjnym Stoczni.  
Rozwinął produkcję nowych typów łodzi ratunkowych, dzięki czemu zabezpieczone zostały w pełni dostawy na budowane statki w polskich stoczniach. Zapoczątkowana została też produkcja i dostawy łodzi ratunkowych na bezpośredni eksport do ZSRR i Bułgarii.  
W marcu 1954, został przeniesiony do Stoczni Północnej w Gdańsku na stanowisko Kierownika Budowy Statków. Następnie pracował w Stoczni Gdańskiej na stanowisku Kierownika Działu Kontroli Jakości Kadłubowni. 
Po przeniesieniu do Gdańska podjął studia wieczorowe w Politechnice Gdańskiej, w roku 1963 uzyskał stopień mgr inż. budowy okrętów. 

## Odznaczenia
Złoty Krzyż Zasługi.